# 拉弗洛里達區
6°52′07″S 79°07′24″W / 6.8687°S 79.1233°W
拉弗洛里達區（西班牙語：Distrito de La Florida），是秘魯的一個區，位於該國北部卡哈馬卡大區的聖米格爾省，始建於1965年3月26日，面積61.3平方公里，海拔高度900米，2005年人口2,666，人口密度每平方公里43人。